# Jarmila Kronbauerová
Jarmila Kronbauerová, křtěná Jarmila Marie Karolína (11. srpna 1893 Královské Vinohrady – 6. listopadu 1968 Praha) byla česká herečka a zpěvačka, v letech 1913–1960 (s výjimkou let 1942–1945) členka Národního divadla v Praze.

## Život a tvorba
Narodila se na Královských Vinohradech u Prahy, její otec Rudolf Jaroslav Kronbauer byl spisovatel, novinář a divadelní kritik. I proto Kronbauerová od mala k divadlu tíhla a již při studiu na gymnáziu (maturovala v roce 1911) a později při studiu na Filozofické fakultě soukromě studovala herectví a zpěv. Jejími učiteli herectví byli Otýlie Sklenářová-Malá, Karla Slavíková-Welsová, Marie Laudová, Marie Hübnerová a Leopolda Dostalová. Zpěv studovala u barytonisty V. Viktorina.
S divadlem začínala u pražských ochotníků (např. soubory Volné divadlo, Divadlo umění), na pozvání Jaroslava Kvapila pak hostovala v roce 1912 v Plzni v titulní roli v jeho hře Princezna Pampeliška. Ředitel Budil jí nabídl angažmá, které však odmítla a hrála ještě další rok v různých venkovských divadlech.
Na konci roku 1912 byla pohostinsky pozvána do Národního divadla v Praze, kde pak působila až do roku 1960, s výjimkou válečných let 1942–1945.
Pěvecké nadání uplatnila v kabaretu Červená sedma, kde vystupovala pohostinsky jako šansoniérka od roku 1919 téměř dva roky.
Byla třikrát provdaná, za JUDr. Josefa Kozderu (1881), za kterého se provdala v Praze na Novém městě u sv. Vojtěcha, dne 18. května 1918, se kterým se rozvedla v roce 1923. Podruhé se provdala dne 25. února 1924 na Staroměstské radnici, za Italského žurnalistu Ugo Dadone (1886), se kterým se v roce 1929 rozvedla. Nakonec se na Staroměstské radnici 9. listopadu 1932 provdala za Dr. Emila Pollaka (1894).
Její sestra, byla divadelní a filmová herečka Ema Kubalová roz. Kronbauerová (1894).
Byla vyšší, štíhlé postavy, měla lahodný a tvárný hlas s překrásným citem pro čistotu českého jazyka. Díky svému dívčímu půvabu, šarmu a živelnosti výrazu byla zpočátku obsazována do moderních konverzačních her, významné byly její role Lízy Doolittlové ve hře G. B. Shawa Pygmalion (1920) nebo paní Cheveleyová v Ideálním manželovi O. Wilda (1928). Kromě salónních postav vytvářela i postavy intrikánek a erotických dámiček. Režisér K. H. Hilar v ní objevil talent k postavám tragickým. Kronbauerová vytvořila tři výrazné tragické postavy – Hippodamii v trilogii J. Vrchlického a Z. Fibicha (1923), Ofélii v Shakespearově Hamletovi a Iokasté v Sofoklově Králi Oidipovi (1932).
Uplatnila se rovněž v žánru pantomimy a v roce 1922 vytvořila v pražském Národním divadle hlavní ženskou roli v Legendě o Josefovi od R. Strausse. Tutéž roli získala v roce 1923 ve Státní opeře v Berlíně.
Po Hilarově smrti se vrátila ke společenským konverzačním hrám, za ztvárnění řady postav ve francouzských hrách se stala roku 1936 Důstojnicí francouzské akademie. V letech 1942–1945 nesměla hrát, protože se odmítla dát rozvést se svým manželem židovského původu. Po roce 1948 se změnil repertoár našich divadel natolik, že už jen málokdy dostala role vyhovující jejímu projevu.
Kronbauerová také zprvu soukromě, později na konzervatoři (1946–1949) vyučovala herectví, mezi její žáky patřili např. Raoul Schránil, Josef Langmiler a Miroslav Macháček. Díky svému výraznému a bezchybnému přednesu se uplatnila také v rozhlasových dramatizacích a pásmech.
Ve filmu se poprvé objevila v roce 1913, ale mnoho příležitostí nedostala. Debutovala ve filmu společnosti ASUM Maxe Urbana Konec milování, který se jako jeden z mála Urbanových filmů dochoval. V němém filmu hrála hlavní postavu Řiny ve stejnojmenném filmu natočeném podle románu jejího otce R. J. Kronbauera. Ve svém prvním zvukovém filmu Sextánka (1936) hrála maminku hlavní postavy Evy Martenové v obsazení Hanou Vítovou, otce si zahrál kolega z Národního divadla Jiří Steimar. Ke konci života ještě hrála větší roli v přepisu povídek Karla Čapka Čintamani a podvodník, kde byla majitelkou vzácného perského koberce; poslední rolí byla hraběnka v přepisu Turgeněvových Jarních vod.
Ke konci života napsala knihu vzpomínek Hodiny pod harlekýnem, která vyšla až po hereččině smrti, roku 1973. Synovec Jarmily Kronbauerové Viktor Kronbauer (* 1949) je divadelním fotografem. Kronbauerová je pohřbena na Olšanských hřbitovech v Praze v úseku VI., v části 16, v hrobě 75.

## Ocenění
- 1935 dopisující členka Francouzského literárního a uměleckého institutu
- 1936 členka španělské Akademie pro vědu a umění
- 1936 Důstojnice francouzské akademie
- 1953 titul zasloužilá umělkyně

## Filmografie
- 1913 Konec milování, role: Lolotta, režie Otakar Štáfl a Max Urban
- 1925 Josef Kajetán Tyl, role neuvedena, režie Svatopluk Innemann
- 1926 Řina, Kateřina Sezimová zvaná Řina, režie J. S. Kolár
- 1929 Znáš onen malý domek u jezera?, Alice, režie Max Kimmich a Viktor Brumlík
- 1936 Sextánka, pěvkyně Irma Lukavská, Martenova žena, režie Svatopluk Innemann
- 1946 Housle a sen, madame de Valveur, režie Václav Krška
- 1964 Čintamani a podvodník, majitelka koberce Eleonora Zanelliová, režie Jiří Krejčík
- 1968 Jarní vody, hraběnka Despraunová, režie Václav Krška